# Malacoptila fulvogularis
Malacoptila fulvogularis е вид птица от семейство Bucconidae.

## Разпространение
Видът е разпространен в Боливия, Еквадор, Колумбия и Перу.